# False Positive
False Positive ist ein US-amerikanischer Horrorfilm von John Lee, der im Juni 2021 beim Tribeca Film Festival seine Premiere feierte und kurze Zeit später ins Streaming-Programm von Hulu aufgenommen wurde.

## Handlung
Auf der Suche nach einem Arzt, der ihren langersehnten Kinderwunsch erfüllen soll, landet Lucy bei Dr. Hindle. Anfänglich scheint es so, als konnte er ihr weiterhelfen. Sie ist schwanger, und ihr Bauch wächst und wächst. Dann jedoch hat Lucy das Gefühl, dass in der Klinik nicht alles so ist, wie es zu sein scheint.

## Produktion

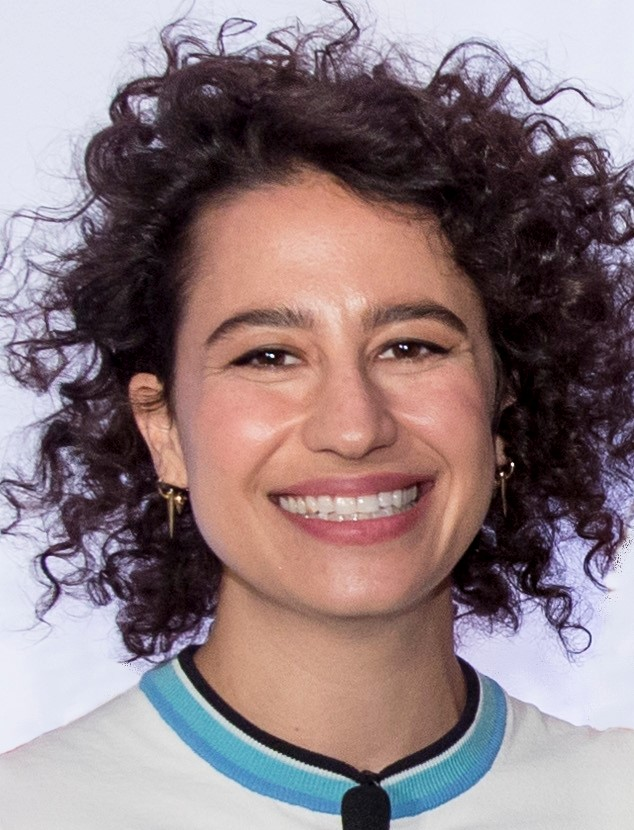
Ilana Glazer spielt Lucy

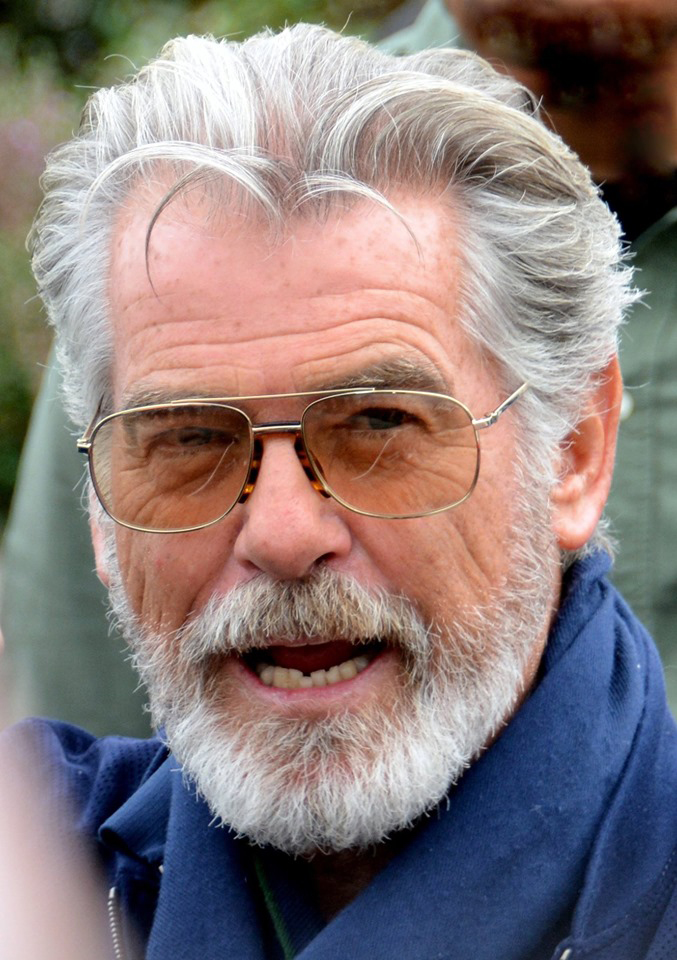
Pierce Brosnan spielt Dr. Hindle

Regie führte John Lee, der gemeinsam mit Ilana Glazer auch das Drehbuch schrieb. Dieses wird als moderne Version von Rosemary’s Baby beschrieben, dem Kultfilm von Roman Polański.
Glazer spielt im Film zudem in der Hauptrolle Lucy, Justin Theroux spielt Adrian. Pierce Brosnan übernahm die Rolle des Kinderwunsch-Arztes Dr. Hindle.
Die Filmmusik komponierten Lucy Railton und Yair Elazar Glotman. Das Soundtrack-Album mit 17 Musikstücken wurde am 25. Juni 2021 von Lakeshore Records als Download veröffentlicht.
Im Dezember 2020 wurde bekannt, dass sich Hulu die Vertriebsrechte sicherte. Am 25. Juni 2021 wurde der Film ins Programm von Hulu aufgenommen. Die Premiere erfolgte am 17. Juni 2021 beim Tribeca Film Festival.

## Rezeption

### Altersfreigabe
In den USA erhielt der Film von der MPAA ein R-Rating, was einer Freigabe ab 17 Jahren entspricht.

### Auszeichnungen
Tribeca Film Festival 2021
- Nominierung in der Sektion Spotlight Narrative[11]